# Fédération néerlandaise de rugby à XV
La Fédération néerlandaise de rugby à XV (Nederlandse Rugby Bond ou NRB) a la charge d'organiser et de développer le rugby à XV aux Pays-Bas. Elle regroupe les fédérations régionales, les clubs, les associations, les sportifs, les entraîneurs, les arbitres, pour contribuer à la pratique et au développement du rugby à XV dans toutes les régions néerlandaises. 
Elle est membre de l'International Rugby Board (IRB) depuis 1988.
La Fédération néerlandaise de rugby à XV a été créée en 1932.
Le premier match de l'équipe nationale fut organisé le 13 mars 1932 aux Pays-Bas et se solda par un match nul contre la Belgique, 6 à 6.

## Historique
Janhein Pieterse est président de la fédération de 2014 à 2022. En 2024, il est élu président de Rugby Europe.

## Identité visuelle

Évolution du logo
Ancien logo.
Logo depuis 2015.

## Championnat national
En 2021, les Pays-Bas comptent 15 800 licenciés.

## Coordonnées
Nederlands Rugby Bond
Postbus 8811
Amsterdam
1006 JA NETHERLANDS